# Brasil na Copa América de 2019
A Seleção brasileira foi uma das 12 equipes participantes da Copa América 2019, torneio que celebrou-se entre 14 de julho a 7 de julho de 2019. O sorteio da Copa América determinou que o Brasil dispute suas partidas no Grupo A contra a Bolívia, a Venezuela e o Peru.
O Brasil conquistou o seu 9º título nesta edição, ao derrotar o Peru por 3–1 na final realizada em 7 de julho.[carece de fontes?]

## Preparação
A seleção brasileira teve um certame bastante regular na Copa Mundial de 2018, na qual foi eliminada nas quartas de final pela Bélgica por 2–1. Após esta participação na Rússia, a verde amarela começou sua preparação rumo à Copa América, onde atuou como anfitrião pela quinta vez em sua história. Entre setembro e novembro de 2018, a canarinha disputou seis amistosos por data FIFA, conseguindo o mesmo número de vitórias. 
Continuaria com mais amistosos em março de 2019, a primeira no mês mencionado e a última na prévia do torneio continental. 
| Confederação | Equipe | Participação | Melhor desempenho                                         | Ranking da FIFA1 |
| ------------ | ------ | ------------ | --------------------------------------------------------- | ---------------- |
| CONMEBOL     | Brasil | 36ª          | Campeão (1919, 1922, 1949, 1989, 1997, 1999, 2004 e 2007) | 3º               |

1 Divulgado em 20 de dezembro de 2018.

### Amistosos
2018
| 7 de setembro de 2018 | Estados Unidos | 0 – 2 | Brasil                          | MetLife Stadium, East Rutherford               |
| 19:15 (UTC-4)         |                |       | Firmino 11' · Neymar 43' (pen.) | Público: 52 899 Árbitro: MEX Fernando Guerrero |

| Estados Unidos | Brasil |

| 11 de setembro de 2018 | El Salvador | 0 – 5 | Brasil                                                                    | FedExField , Landover, Estados Unidos     |
| 19:30 (UTC-4)          |             |       | Neymar 4' (pen.) · Richarlison 16' 50' · P. Coutinho 30' · Marquinhos 90' | Público: 38 500 Árbitro: EUA Jair Marrufo |

| El Salvador | Brasil |

| 12 de outubro               | Arábia Saudita | 0 – 2 | Brasil                                | Estádio da Universidade Rei Saud, Riade     |
| 15:00 (UTC-3) 21:00 (UTC+3) |                |       | 42' Gabriel Jesus · 90+5' Alex Sandro | Público: 23 401 Árbitro: HOL Danny Makkelie |

| Arábia Saudita | Brasil |

| 16 de outubro               | Brasil        | 1 – 0 | Argentina | Cidade dos Esportes Rei Abdullah, Jidá   |
| 15:00 (UTC-3) 21:00 (UTC+3) | Miranda 90+2' |       |           | Público: 62 345 Árbitro: ALE Felix Brych |

| Brasil | Argentina |

| 16 de novembro              | Brasil           | 1 – 0     | Uruguai | Emirates Stadium, Londres                 |
| 18:00 (UTC-2) 20:00 (UTC+0) | Neymar 75' (pen) | Relatório |         | Público: 35 000 Árbitro: ENG Craig Pawson |

| Brasil | Uruguai |

| 20 de novembro              | Brasil          | 1 – 0     | Camarões | Stadium MK, Milton Keynes                   |
| 17:30 (UTC-2) 19:30 (UTC+0) | Richarlison 44' | Relatório |          | Público: 29 669 Árbitro: ENG Michael Oliver |

| Brasil | Camarões |

2019
| 23 de março               | Brasil            | 1 – 1         | Panamá      | Estádio do Dragão, Porto                   |
| 17:00 (TMG) 14:00 (UTC-3) | Lucas Paquetá 31' | CBF Relatório | 35' Machado | Público: 39 410 Árbitro: POR João Pinheiro |

| Brasil | Panamá |

|                |    |                   |  |     |
|                |    |                   |  |     |
| G              | 23 | Ederson           |  |     |
| LD             | 14 | Fagner            |  |     |
| Z              | 3  | Miranda           |  |     |
| Z              | 16 | Éder Militão      |  | 65' |
| LE             | 6  | Alex Telles       |  |     |
| V              | 5  | Casemiro          |  |     |
| V              | 8  | Arthur            |  | 72' |
| M              | 10 | Lucas Paquetá     |  | 60' |
| M              | 11 | Philippe Coutinho |  |     |
| A              | 22 | Richarlison       |  | 35' |
| A              | 20 | Roberto Firmino   |  | 60' |
| Substituições: |    |                   |  |     |
| M              | 17 | Felipe Anderson   |  | 72' |
| A              | 19 | Everton           |  | 60' |
| A              | 9  | Gabriel Jesus     |  | 60' |
| Treinador:     |    |                   |  |     |
| Tite           |    |                   |  |     |

|                   |    |                  |  |       |
|                   |    |                  |  |       |
| G                 | 1  | Luis Mejía       |  | 73'   |
| LD                | 13 | Michael Murillo  |  | 85'   |
| Z                 | 3  | Harold Cummings  |  | 26'   |
| Z                 | 4  | Fidel Escobar    |  |       |
| Z                 | 13 | Adolfo Machado   |  |       |
| LE                | 15 | Erick Davis      |  |       |
| V                 | 20 | Aníbal Godoy     |  | 90+2' |
| V                 | 11 | Cooper           |  | 82'   |
| M                 | 7  | José Rodríguez   |  | 89'   |
| M                 | 19 | Alberto Quintero |  | 85'   |
| A                 | 9  | Gabriel Torres   |  | 74'   |
| Substituições:    |    |                  |  |       |
| Z                 | 2  | Jan Vargas       |  | 90+2' |
| V                 | 6  | Ernesto Walker   |  | 82'   |
| M                 | 10 | Omar Browne      |  | 85'   |
| A                 | 16 | José Fajardo     |  | 74'   |
| A                 | 18 | Abdiel Arroyo    |  | 89'   |
| Treinador:        |    |                  |  |       |
| Julio Dely Valdés |    |                  |  |       |

| 26 de março                 | Tchéquia    | 1 – 3         | Brasil                               | Eden Arena, Praga                           |
| 20:45 (UTC+1) 16:45 (UTC-3) | Pavelka 36' | CBF Relatório | 48' Firmino · 82', 89' Gabriel Jesus | Público: 19 116 Árbitro: ROM Ovidiu Hategan |

| República Checa | Brasil |

|                  |    |                 |  |     |
|                  |    |                 |  |     |
| G                | 23 | Jiří Pavlenka   |  |     |
| LD               | 5  | Vladimír Coufal |  |     |
| Z                | 3  | Ondřej Čelůstka |  | 59' |
| Z                | 17 | Marek Suchý     |  |     |
| LE               | 22 | Filip Novák     |  | 46' |
| V                | 8  | Vladimír Darida |  | 56' |
| V                | 11 | David Pavelka   |  | 69' |
| V                | 15 | Tomáš Souček    |  |     |
| M                | 7  | Jaromír Zmrhal  |  | 84' |
| M                | 12 | Lukáš Masopust  |  |     |
| A                | 19 | Patrik Schick   |  | 53' |
| Substituições:   |    |                 |  |     |
| LD               | 4  | Gebre Selassie  |  | 46' |
| V                | 10 | Martin Frýdek   |  | 56' |
| V                | 13 | Alex Král       |  | 69' |
| M                | 14 | Jakub Jankto    |  | 84' |
| Z                | 18 | Ondřej Kúdela   |  | 59' |
| A                | 20 | Matěj Vydra     |  | 53' |
| Treinador:       |    |                 |  |     |
| Jaroslav Šilhavý |    |                 |  |     |

|                |    |                   |  |     |     |
|                |    |                   |  |     |     |
| G              | 1  | Alisson           |  |     |     |
| LD             | 13 | Danilo            |  |     |     |
| Z              | 2  | Thiago Silva      |  |     |     |
| Z              | 4  | Marquinhos        |  |     |     |
| LE             | 12 | Alex Sandro       |  |     |     |
| V              | 5  | Casemiro          |  | 24' | 71' |
| V              | 18 | Allan             |  | 72' |     |
| M              | 10 | Lucas Paquetá     |  | 46' |     |
| M              | 11 | Philippe Coutinho |  |     |     |
| A              | 22 | Richarlison       |  | 37' | 63' |
| A              | 20 | Roberto Firmino   |  | 87' |     |
| Substituições: |    |                   |  |     |     |
| V              | 8  | Arthur            |  | 71' |     |
| A              | 7  | David Neres       |  | 63' |     |
| A              | 9  | Gabriel Jesus     |  | 72' |     |
| V              | 15 | Fabinho           |  | 87' |     |
| A              | 19 | Everton           |  | 46' |     |
| Treinador:     |    |                   |  |     |     |
| Tite           |    |                   |  |     |     |

| 5 de junho    | Brasil                              | 2 – 0 | Catar | Estádio Mané Garrincha, Brasília                                |
| 21:30 (UTC-3) | Richarlison 16' · Gabriel Jesus 23' |       |       | Público: 34 204 Renda: R$ 3.880.825,00 Árbitro: VEN Jose Argote |

| Brasil | Qatar |

| 9 de junho    | Brasil | 7 – 0 | Honduras | Estádio Beira-Rio, Porto Alegre                                  |
| 16:00 (UTC-3) | Gabriel Jesus 7', 46' · Thiago Silva 12' · Coutinho 36' (pen) · David Neres 55' · Firmino 64' · Richarlison 70' |       |          | Público: 16 521 Renda: R$ 1.202.890,00 Árbitro: URU Andrés Cunha |

| Brasil | Honduras |

## Confrontos anteriores

### Fase de grupos
Brasil vs. Bolívia
As seleções do Brasil e da Bolívia enfrentaram-se 29 vezes, sendo uma partida válida pela Copa do Mundo FIFA, quinze pelas Eliminatórias da Copa do Mundo FIFA, três partidas amistosas e dez pela Copa América. O Brasil venceu vinte partidas, marcando 96 gols ao total, enquanto a Bolívia venceu cinco partidas, marcando 25 gols ao total, tendo quatro partidas empatadas. A maior diferença de gols em partidas vitoriosas do Brasil ocorreu no dia 10 de abril de 1949 pelo placar de 10–1, válida pelo Campeonato Sul-Americano de Futebol de 1949. Já para a Bolívia, a vitória com maior diferença de gols ocorreu no dia 7 de novembro de 2001, pelo placar de 3–1, válida pelas Eliminatórias da Copa do Mundo FIFA de 2002.
Brasil vs. Venezuela
As seleções do Brasil e da Venezuela enfrentaram-se 24 vezes, sendo 16 partidas válidas pelas Eliminatórias da Copa do Mundo FIFA, uma partida amistosa e sete pela Copa América. O Brasil venceu 21 partidas, marcando 89 gols ao total, enquanto a Venezuela venceu uma partida, marcando oito gols ao total, tendo duas partidas empatadas. A maior diferença de gols em partidas vitoriosas do Brasil ocorreu no dia 30 de junho de 1999 pelo placar de 7–0, válida pela Copa América de 1999. Já para a Venezuela, a vitória com maior diferença de gols ocorreu no dia 6 de junho de 2008, pelo placar de 2–0, em partida amistosa.
Peru vs. Brasil
As seleções do Brasil e do Peru enfrentaram-se 43 vezes, sendo duas partidas válidas pela Copa do Mundo FIFA, onze pelas Eliminatórias da Copa do Mundo FIFA, treze partidas amistosas e dezessete pela Copa América. O Brasil venceu trinta partidas, marcando noventa gols ao total, enquanto o Peru venceu quatro partidas, marcando 29 gols ao total, tendo nove partidas empatadas. A maior diferença de gols em partidas vitoriosas do Brasil ocorreu no dia 26 de junho de 1997 pelo placar de 7–0, válida pela Copa América de 1997. Já para o Peru, a vitória com maior diferença de gols ocorreu no dia 30 de setembro de 1975, pelo placar de 3–1, válida pela Copa América de 1975.

### Quartas de final
Brasil vs. Paraguai
As seleções do Brasil e do Paraguai enfrentaram-se 79 vezes, sendo 16 partidas válidas pelas Eliminatórias da Copa do Mundo FIFA, 33 partidas amistosas e 30 pela Copa América. O Brasil 47 venceu partidas, marcando 173 gols ao total, enquanto o Paraguai venceu 11 partidas, marcando 66 gols ao total, tendo 21 partidas empatadas. A maior diferença de gols em partidas vitoriosas do Brasil ocorreu no dia 11 de maio de 1949 pelo placar de 7–0, válida pelo Campeonato Sul-Americano de Futebol de 1949. Já para o Paraguai, a vitória com maior diferença de gols ocorreu no dia 17 de março de 1963, pelo placar de 2–0, válida pela Campeonato Sul-Americano de Futebol de 1963.

## Estádios
Os jogos da Seleção Brasileira de Futebol serão disputados nos estádios localizados nas cidades de São Paulo, e Salvador.
| Estádio do Morumbi | Arena Corinthians  |
| Capacidade: 77 011 | Capacidade: 47 605 |
|                    |                    |
| A5                 |                    |
| Salvador           |                    |
| Arena Fonte Nova   |                    |
| Capacidade: 51 900 |                    |
|                    |                    |
| A4                 |                    |

## Fase de grupos
| Pos. | Seleção   | Pts | J | V | E | D | GP | GC | SG |
| ---- | --------- | --- | - | - | - | - | -- | -- | -- |
| 1    | Brasil    | 7   | 3 | 2 | 1 | 0 | 8  | 0  | +8 |
| 2    | Venezuela | 5   | 3 | 1 | 2 | 0 | 3  | 1  | +2 |
| 3    | Peru      | 4   | 3 | 1 | 1 | 1 | 3  | 6  | –3 |
| 4    | Bolívia   | 0   | 3 | 0 | 0 | 3 | 2  | 9  | –7 |

Todos os jogos seguem o fuso horário de Brasília (UTC−3).

### Brasil vs. Bolívia
| 14 de junho | Brasil                                | 3 – 0     | Bolívia | Estádio do Morumbi, São Paulo              |
| 21:30       | Coutinho 49' (pen), 52' · Everton 84' | Relatório |         | Público: 46 342 Árbitro: ARG Néstor Pitana |

| Brasil | Bolívia |

| G              | 1  | Alisson           |     |     |
| LD             | 13 | Daniel Alves      |     |     |
| Z              | 2  | Thiago Silva      |     |     |
| Z              | 4  | Marquinhos        |     |     |
| LE             | 6  | Filipe Luís       |     |     |
| V              | 5  | Casemiro          |     |     |
| V              | 17 | Fernandinho       |     |     |
| M              | 11 | Philippe Coutinho | 67' |     |
| A              | 7  | David Neres       |     | 80' |
| A              | 20 | Roberto Firmino   |     | 64' |
| A              | 21 | Richarlison       |     | 83' |
| Substituições: |    |                   |     |     |
| A              | 9  | Gabriel Jesus     |     | 64' |
| A              | 19 | Everton           |     | 80' |
| A              | 10 | Willian           |     | 83' |
| Treinador:     |    |                   |     |     |
| Tite           |    |                   |     |     |

| G                | 1  | Carlos Lampe        |     |     |
| LD               | 4  | Luis Haquin         |     |     |
| Z                | 6  | Erwin Saavedra      |     | 64' |
| LE               | 17 | Marvin Bejarano     |     |     |
| V                | 20 | Fernando Saucedo    | 20' | 59' |
| M                | 8  | Diego Bejarano      |     |     |
| M                | 22 | Adrián Jusino       |     |     |
| M                | 14 | Raúl Castro         |     | 74' |
| M                | 3  | Alejandro Chumacero |     |     |
| M                | 7  | Leonel Justiniano   |     |     |
| A                | 9  | Marcelo Martins     |     |     |
| Substituições:   |    |                     |     |     |
| M                | 16 | Diego Wayar         |     | 59' |
| A                | 11 | Leonardo Vaca       |     | 64' |
| M                | 19 | Ramiro Vaca         |     | 74' |
| Treinador:       |    |                     |     |     |
| Eduardo Villegas |    |                     |     |     |

| Homem do jogo: Philippe Coutinho Assistentes: ARG Hernán Maidana ARG Juan Belatti Quarto árbitro: ECU Roddy Zambrano Árbitro assistente de vídeo: ARG Patricio Loustau Assistentes do árbitro assistente de vídeo: ARG Fernando Rapallini ARG Ezequiel Brailovsky Observador do árbitro assistente de vídeo: ARG Pablo Silva |

### Brasil vs. Venezuela
| 18 de junho | Brasil | 0 – 0     | Venezuela | Arena Fonte Nova, Salvador                  |
| 21:30       |        | Relatório |           | Público: 42 571 Árbitro: CHI Julio Bascuñán |

| Brasil | Venezuela |

| G              | 1  | Alisson           |     |     |
| LD             | 13 | Daniel Alves      |     |     |
| Z              | 2  | Thiago Silva      |     |     |
| Z              | 4  | Marquinhos        |     |     |
| LE             | 6  | Filipe Luís       |     |     |
| V              | 5  | Casemiro          | 41' | 57' |
| V              | 8  | Arthur            |     |     |
| M              | 11 | Philippe Coutinho |     |     |
| A              | 21 | Richarlison       |     | 45' |
| A              | 20 | Roberto Firmino   |     |     |
| A              | 7  | David Neres       |     | 71' |
| Substituições: |    |                   |     |     |
| A              | 9  | Gabriel Jesus     |     | 45' |
| V              | 17 | Fernandinho       |     | 57' |
| A              | 19 | Everton           |     | 71' |
| Treinador:     |    |                   |     |     |
| Tite           |    |                   |     |     |

| G              | 1  | Wuilker Faríñez    |     |     |
| LD             | 16 | Roberto Rosales    |     |     |
| Z              | 3  | Yordan Osorio      |     |     |
| Z              | 2  | Mikel Villanueva   |     |     |
| LE             | 20 | Ronald Hernández   |     |     |
| V              | 5  | Júnior Moreno      |     |     |
| M              | 7  | Darwin Machís      |     | 75' |
| V              | 6  | Yangel Herrera     |     | 65' |
| V              | 8  | Tomás Rincón       |     |     |
| M              | 15 | Jhon Murillo       | 36' |     |
| A              | 23 | Salomón Rondón     |     | 85' |
| Substituições: |    |                    |     |     |
| A              | 18 | Yeferson Soteldo   |     | 65' |
| M              | 19 | Arquímedes Figuera |     | 75' |
| A              | 17 | Josef Martínez     |     | 85' |
| Treinador:     |    |                    |     |     |
| Rafael Dudamel |    |                    |     |     |

| Homem do jogo: Philippe Coutinho Assistentes: CHI Christian Schiemann CHI Claudio Ríos Quarto árbitro: COL Andrés Rojas Árbitro assistente de vídeo: CHI Roberto Tobar Assistentes do árbitro assistente de vídeo: ARG Fernando Rapallini COL Alexander Guzmán |

### Peru vs. Brasil
| 22 de junho | Peru | 0 – 5     | Brasil                                                                            | Arena Corinthians, São Paulo                    |
| 16:00       |      | Relatório | Casemiro 11' · Roberto Firmino 18' · Everton 31' · Daniel Alves 53' · Willian 90' | Público: 45 067 Árbitro: ARG Fernando Rapallini |

| Peru | Brasil |

| G              | 1  | Pedro Gallese       |     |     |
| LD             | 17 | Luis Advíncula      | 80' |     |
| Z              | 5  | Miguel Araujo       |     |     |
| Z              | 2  | Luis Abram          |     |     |
| LE             | 6  | Miguel Trauco       |     |     |
| V              | 13 | Renato Tapia        |     |     |
| M              | 14 | Andy Polo           |     |     |
| M              | 19 | Yoshimar Yotún      | 15' | 46' |
| M              | 10 | Jefferson Farfán    |     |     |
| M              | 8  | Christian Cueva     |     | 66' |
| A              | 9  | Paolo Guerrero      |     | 54' |
| Substituições: |    |                     |     |     |
| M              | 20 | Edison Flores       |     | 46' |
| M              | 23 | Christofer Gonzáles |     | 54' |
| M              | 7  | Josepmir Ballón     |     | 66' |
| Treinador:     |    |                     |     |     |
| Ricardo Gareca |    |                     |     |     |

| G              | 1  | Alisson           |     |     |
| LD             | 13 | Daniel Alves      |     |     |
| Z              | 4  | Marquinhos        |     |     |
| Z              | 2  | Thiago Silva      | 77' |     |
| LE             | 6  | Filipe Luís       |     | 56' |
| V              | 8  | Arthur            |     |     |
| V              | 5  | Casemiro          | 9'  | 69' |
| M              | 11 | Philippe Coutinho |     | 76' |
| M              | 9  | Gabriel Jesus     |     |     |
| M              | 19 | Everton           |     |     |
| A              | 20 | Roberto Firmino   |     |     |
| Substituições: |    |                   |     |     |
| Z              | 12 | Alex Sandro       |     | 56' |
| M              | 15 | Allan             |     | 69' |
| M              | 10 | Willian           |     | 76' |
| Treinador:     |    |                   |     |     |
| Tite           |    |                   |     |     |

| Homem do jogo: Everton Assistentes: ARG Hernán Maidana ARG Eduardo Cardozo Quarto árbitro: PAR Arnaldo Samaniego Árbitro assistente de vídeo: COL Andrés Rojas Assistentes do árbitro assistente de vídeo: COL Nicolás Gallo COL Wilmar Navarro |

## Fase final

### Quartas de final
| 27 de junho | Brasil | 0 – 0     | Paraguai | Arena do Grêmio, Porto Alegre              |
| 21:30       |        | Relatório |          | Público: 48 211 Árbitro: CHI Roberto Tobar |

|                                                                    |       | Penalidades                            |  |
| Willian Marquinhos Philippe Coutinho Roberto Firmino Gabriel Jesus | 4 – 3 | Gómez Almirón Valdez R. Rojas González |  |

| Brasil | Paraguai |

| G              | 1  | Alisson           |     |     |
| LD             | 13 | Daniel Alves      |     | 84' |
| Z              | 4  | Marquinhos        |     |     |
| Z              | 2  | Thiago Silva      |     |     |
| LE             | 6  | Filipe Luís       | 43' | 45' |
| V              | 8  | Arthur            | 83' |     |
| V              | 15 | Allan             |     | 70' |
| M              | 11 | Philippe Coutinho |     |     |
| M              | 9  | Gabriel Jesus     |     |     |
| M              | 19 | Everton           |     |     |
| A              | 20 | Roberto Firmino   | 46' |     |
| Substituições: |    |                   |     |     |
| Z              | 12 | Alex Sandro       |     | 45' |
| M              | 10 | Willian           |     | 70' |
| M              | 18 | Lucas Paquetá     |     | 84' |
| Treinador:     |    |                   |     |     |
| Tite           |    |                   |     |     |

| G               | 12 | Gatito Fernández    |     |     |
| Z               | 15 | Gustavo Gómez       |     |     |
| Z               | 4  | Fabián Balbuena     | 58' |     |
| Z               | 13 | Junior Alonso       | 36' |     |
| V               | 2  | Iván Piris          | 33' |     |
| V               | 18 | Santiago Arzamendia | 29' | 60' |
| M               | 10 | Derlis González     |     |     |
| M               | 6  | Richard Sánchez     |     | 87' |
| M               | 16 | Celso Ortiz         |     |     |
| M               | 17 | Hernán Pérez        |     | 73' |
| A               | 23 | Miguel Almirón      |     |     |
| Substituições:  |    |                     |     |     |
| Z               | 5  | Bruno Valdez        | 60' |     |
| M               | 8  | Rodrigo Rojas       | 73' |     |
| Z               | 3  | Juan Escobar        | 87' |     |
| Treinador:      |    |                     |     |     |
| Eduardo Berizzo |    |                     |     |     |

| Homem do jogo: Gatito Fernández Assistentes: CHI Christian Schiemann CHI Claudio Ríos Quarto árbitro: ECU Roddy Zambrano Árbitro assistente de vídeo: CHI Julio Bascuñán Assistentes do árbitro assistente de vídeo: CHI Piero Maza URU Nicolás Tarán |

### Semifinal
| 2 de julho | Brasil                                  | 2 – 0     | Argentina | Estádio Mineirão, Belo Horizonte            |
| 21:30      | Gabriel Jesus 18' · Roberto Firmino 70' | Relatório |           | Público: 52 235 Árbitro: ECU Roddy Zambrano |

| Brasil | Argentina |

| G              | 1  | Alisson           |     |     |
| LD             | 13 | Daniel Alves      | 38' |     |
| Z              | 4  | Marquinhos        |     | 63' |
| Z              | 2  | Thiago Silva      |     |     |
| LE             | 12 | Alex Sandro       |     |     |
| V              | 5  | Casemiro          |     |     |
| V              | 8  | Arthur            |     |     |
| M              | 11 | Philippe Coutinho |     |     |
| M              | 9  | Gabriel Jesus     |     | 79' |
| M              | 19 | Everton           |     | 45' |
| A              | 20 | Roberto Firmino   |     |     |
| Substituições: |    |                   |     |     |
| M              | 10 | Willian           |     | 45' |
| Z              | 3  | Miranda           |     | 63' |
| V              | 15 | Allan             |     | 79' |
| Treinador:     |    |                   |     |     |
| Tite           |    |                   |     |     |

| G              | 1              | Franco Armani      |     |     |
| LD             | 2              | Juan Foyth         | 56' |     |
| Z              | 6              | Germán Pezzella    |     |     |
| Z              | 17             | Nicolás Otamendi   |     |     |
| LE             | 3              | Nicolás Tagliafico |     | 84' |
| M              | 5              | Leandro Paredes    |     |     |
| M              | 16             | Rodrigo De Paul    |     | 66' |
| M              | 8              | Marcos Acuña       | 38' | 58' |
| A              | 10             | Lionel Messi       |     |     |
| A              | 9              | Sergio Agüero      |     |     |
| A              | 22             | Lautaro Martínez   | 57' |     |
| Substituições: |                |                    |     |     |
| M              | 11             | Ángel Di María     |     | 58' |
| M              | 20             | Giovani Lo Celso   |     | 66' |
| M              | 21             | Paulo Dybala       |     | 84' |
| Treinador:     |                |                    |     |     |
| Lionel Scaloni | Lionel Scaloni | Lionel Scaloni     | 74' |     |

| Homem do jogo: Daniel Alves Assistentes: ECU Christian Lescano ECU Byron Romero Quarto árbitro: URU Esteban Ostojich Árbitro assistente de vídeo: URU Leodán González Assistentes do árbitro assistente de vídeo: VEN Jesús Valenzuela URU Nicolás Tarán |

### Final
| 7 de julho | Brasil                                                    | 3 – 1     | Peru               | Estádio do Maracanã, Rio de Janeiro        |
| 17:00      | Everton 14' · Gabriel Jesus 45+2' · Richarlison 89' (pen) | Relatório | Guerrero 43' (pen) | Público: 58 584 Árbitro: CHI Roberto Tobar |

| Brasil | Peru |

| G              | 1  | Alisson           |          |       |
| LD             | 13 | Daniel Alves      |          |       |
| Z              | 4  | Marquinhos        |          |       |
| Z              | 2  | Thiago Silva      | 52'      |       |
| LE             | 12 | Alex Sandro       |          |       |
| V              | 8  | Arthur            |          |       |
| V              | 5  | Casemiro          |          |       |
| M              | 11 | Philippe Coutinho |          | 76'   |
| A              | 9  | Gabriel Jesus     | 29', 69' |       |
| A              | 19 | Everton           |          | 90+1' |
| A              | 20 | Roberto Firmino   |          | 69'   |
| Substituições: |    |                   |          |       |
| M              | 21 | Richarlison       | 89'      | 74'   |
| LD             | 14 | Éder Militão      |          | 76'   |
| M              | 15 | Allan             |          | 90+1' |
| Treinador:     |    |                   |          |       |
| Tite           |    |                   |          |       |

| G              | 1  | Pedro Gallese       |     |     |
| LD             | 17 | Luis Advíncula      | 83' |     |
| Z              | 15 | Carlos Zambrano     | 67' |     |
| Z              | 2  | Luis Abram          |     |     |
| LE             | 6  | Miguel Trauco       |     |     |
| V              | 13 | Renato Tapia        | 49' | 81' |
| V              | 19 | Yoshimar Yotún      |     | 78' |
| M              | 20 | Edison Flores       |     |     |
| M              | 8  | Christian Cueva     |     |     |
| M              | 18 | André Carrillo      |     | 85' |
| A              | 9  | Paolo Guerrero      |     |     |
| Substituições: |    |                     |     |     |
| A              | 11 | Raúl Ruidíaz        |     | 78' |
| A              | 23 | Christofer Gonzáles |     | 81' |
| A              | 14 | Andy Polo           |     | 85' |
| Treinador:     |    |                     |     |     |
| Ricardo Gareca |    |                     |     |     |

| Homem do jogo: Everton Assistentes: CHI Christian Schiemann CHI Claudio Ríos Quarto árbitro: VEN Alexis Herrera Árbitro assistente de vídeo: CHI Julio Bascuñán Assistentes do árbitro assistente de vídeo: COL Nicolás Gallo COL Alexander Guzmán |